# Distinktionskorpral
Distinktionskorpral var 1858–1914 högsta underbefälsgrad i svenska armén. Graden ersattes 1915 med furir.
En trestreckad distinktionskorpral hade genomgått underofficersskola och bar en faskinkniv med portepé (handrem).
Motsvarande grad i artilleriet kallades förste konstapel, eftersom artilleriets motsvarighet till korpral var konstapel.